# Antoni Bayona
Antoni Bayona i Rocamora (Sabadell, Barcelona, 1954) es un jurista y profesor universitario español. Ejerció de letrado mayor del Parlamento de Cataluña entre el 10 de julio de 2012 y el 5 de junio de 2018.

## Biografía
Nacido en Sabadell en 1954, se licenció en Derecho por la Universidad Autónoma de Barcelona en 1977. Obtuvo el título de doctor por la Universidad Pompeu Fabra en 1991 y es profesor de Derecho administrativo en la misma universidad.
Entre 1988 y 1994 fue miembro el Consejo Consultivo de la Generalidad. De 1994 a 2003 dirigió el Instituto de Estudios Autonómicos. El año 2003 fue nombrado consejero del Consejo del Audiovisual de Cataluña, donde se mantuvo hasta 2006.

## Publicaciones
- Sistema de serveis socials a Catalunya, garantir drets. Generalitat de Catalunya, 2008. ISBN 978-84-393-7914-0.
- El dret a legislar en l'estat autonòmic, Antoni Bayona Rocamora, 1993. ISBN 978-8439323679
- Les fonts del dret administratiu. Antoni Bayona Rocamora, Editorial UOC, 1998. ISBN 978-84-8318-357-1.
- Comentarios sobre el Estatuto de Autonomía de Cataluña: competencias de ejecución, Antoni Bayona Rocamora, 1991.
- Comentarios sobre el Estatuto de Autonomía de Cataluña: competencias de desarrollo legislativo, Antoni Bayona Rocamora, 1991.
- Comentarios sobre el Estatuto de Autonomía de Cataluña: competencias exclusivas, Antoni Bayona Rocamora, 1991.